# Xã đặc quyền Royal Oak, Michigan
Xã Royal Oak (tiếng Anh: Royal Oak Township) là một xã thuộc quận Oakland, tiểu bang Michigan, Hoa Kỳ. Năm 2010, dân số của xã này là 2.419 người.